# Rengaspendawa
Rengaspendawa is een bestuurslaag in het regentschap Brebes van de provincie Midden-Java, Indonesië. Rengaspendawa telt 17.133 inwoners (volkstelling 2010).